# Llargues
 (avril 2018).
Si vous disposez d'ouvrages ou d'articles de référence ou si vous connaissez des sites web de qualité traitant du thème abordé ici, merci de compléter l'article en donnant les références utiles à sa vérifiabilité et en les liant à la section « Notes et références ».
Le llargues  est une modalité de style direct de la pelote valencienne. C’est la modalité qui se rapproche le plus du jeu primitif que l’on pratiquait dans la Grèce antique ou l’Empire romain. 
Il existe deux variantes de cette discipline sportive. La première se joue dans la rue. Il n’y a pas de joueurs professionnels dans cette modalité bien qu’elle soit très pratiquée dans la Province d'Alicante. La seconde est une des variantes des compétitions organisées par la Confédération Internationale du Jeu de Balle et se joue sur un terrain (ou ballodrome) qui est le même que pour la balle pelote. 
Cet article traite du  llargues pratiqué dans les rues en Espagne mais ne traite pas du llargues international.

## Aire de jeu

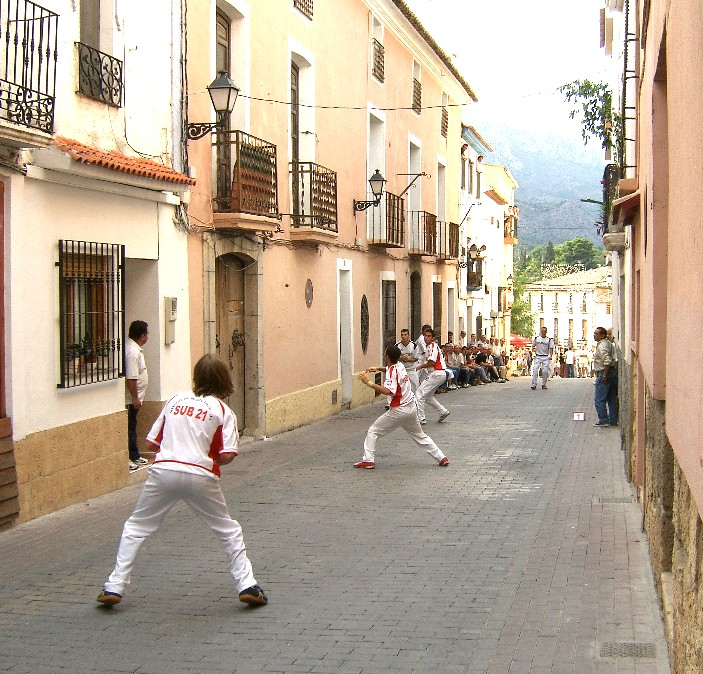
Un match de llargues dans les rues de Polop.

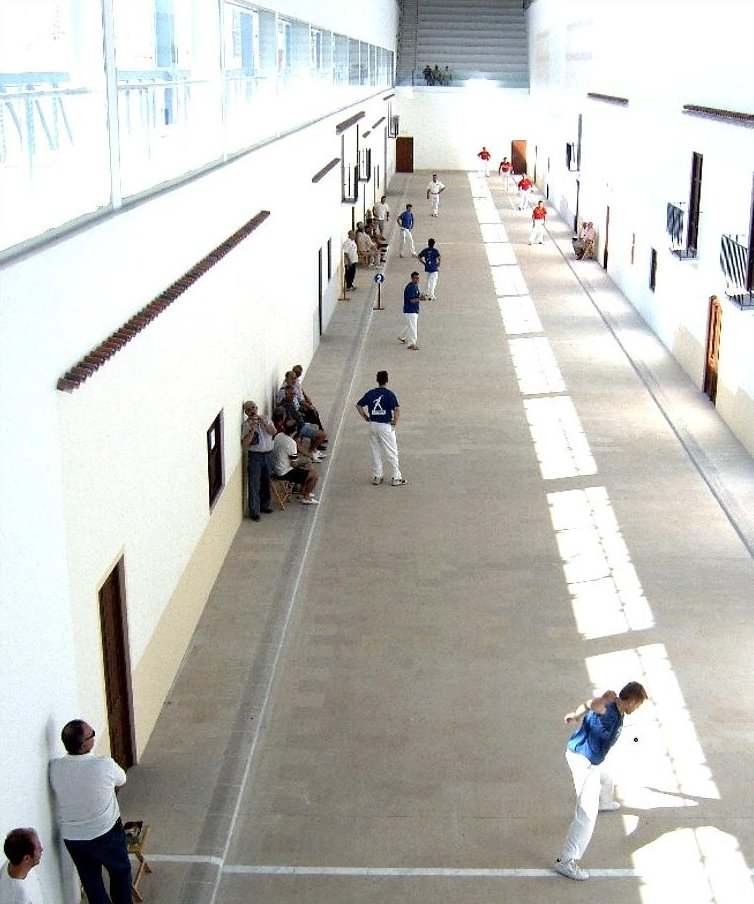
Le banca sert pour commencer un quinze.

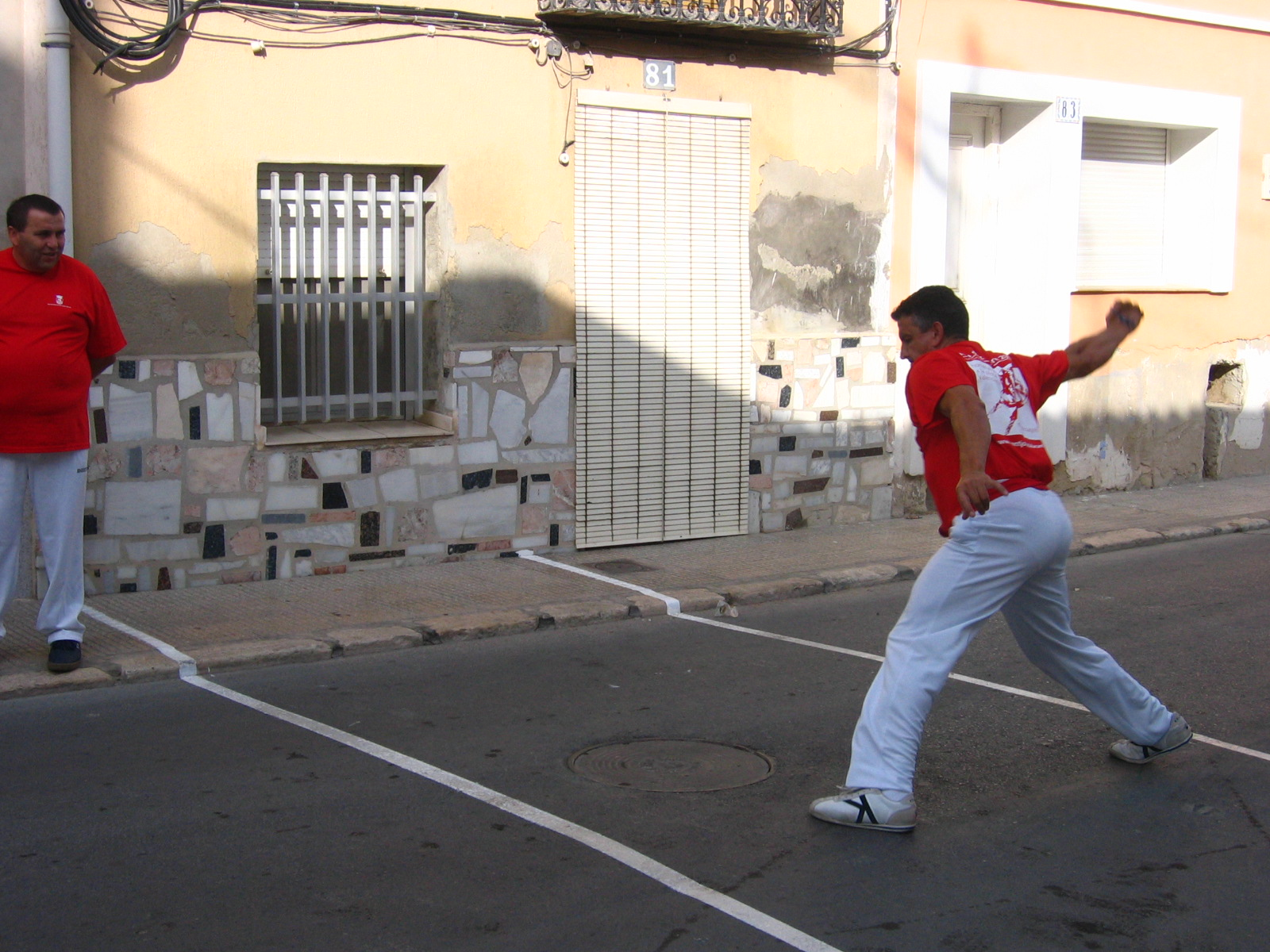
Jeu de pelote à Benimagrell.

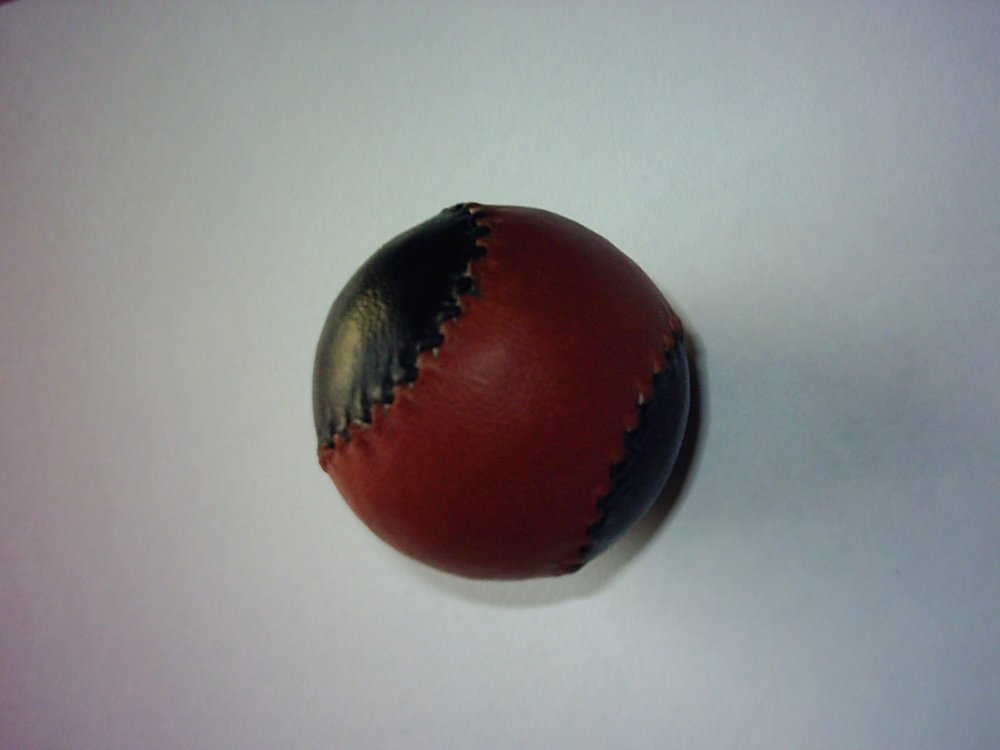
Pelote de Badana.

On pratique le llargues dans la rue. Celle-ci doit être droite, longue d’environ 70 ou 80 mètres et suffisamment large. Le côté le moins compliqué est choisi comme mur de « rest ». Deux lignes tracées sur le sol, la ligne de « la banca » et la ligne du « rest », marquent les deux limites du terrain. À 40 mètres de la ligne du « rest » une troisième ligne, la ligne de faute, indique l’endroit qui doit être dépassé lors du service. La ligne de la « banca » peut être reculée pour donner un handicap à une équipe trop forte et ainsi rendre le jeu plus intéressant. Les spectateurs peuvent se placer sur chacun des deux côtés ainsi que derrière les deux lignes de démarcation.

## Règles
Dans une partie de llargues deux équipes de quatre ou cinq joueurs s’affrontent pour atteindre un score déterminé (en général 10 points). Elles se renvoient successivement la balle, celle qui n’arrive pas à renvoyer la balle a perdu. Autrefois, on comptait les points avec la méthode dite « A pujar i baixar » (littéralement « monter et baisser ») où l'équipe qui perdait soustrayait des points au vainqueur. Une équipe est vêtue de bleu et l’autre de rouge, couleur généralement attribuée à l’équipe favorite. 
Les joueurs reçoivent un nom différent en fonction de la position qu’ils occupent sur la rue.
- Le banca se place sur un bord et sert en premier pour commencer le quinze.
- Le rest est placé de l’autre côté de la rue et renvoie le service du banca — le banca et le rest sont en général les deux pelotaris les plus puissants.
- Le mitger est au milieu de son camp, son rôle est d’envoyer la pelote le plus loin possible.
- Le punter fait face à l’équipe adverse, il doit arrêter les balles ou les envoyer aux endroits non protégés de l’autre camp.

Chaque point est constitué de quatre quinzes: 15, 30, val, et joc. L’équipe qui gagne un joc marque un point.
C’est le banca qui commence le quinze. Placé derrière la ligne de banca et envoie le pelote en l’air et, avant qu’elle rebondisse, il la frappe pour l’envoyer le plus loin possible. La ligne de faute doit être dépassée avant tout rebond. L’équipe adverse doit alors la renvoyer ou la bloquer. 
Au llargues, la pelote doit être frappée avec la main alors qu’elle est encore en l’air ou après qu’elle n’a rebondi qu’une seule fois. Elle doit être envoyée dans le camp adverse ou derrière la ligne qui marque l’extrémité de l’aire de jeu. Quand un joueur bloque la pelote il peut la toucher avec n’importe quelle partie de son corps, mais à condition que ce soit après le deuxième rebond. Dans ce cas, on fait une marque au sol (par exemple un trait sur le trottoir). C'est le principe des jeux de gagne-terrain comme le ballon au poing ou la longue paume.
La principale caractéristique du llargues est son système de marquage de lignes (ratlles en valencien) que l’on fait à l’endroit où la pelote a été bloquée pour un quinze. La pelote peut être bloquée parce qu’elle a été lancée vers les spectateurs et qu’elle n’est pas revenue sur l’aire de jeu, ou parce qu’un joueur a choisi de l’arrêter car il jugeait ne pas pouvoir la renvoyer correctement. Si une pelote reste sur un toit ou un balcon le quinze est perdu pour l’équipe à l’origine du coup.
Quand une équipe obtient deux ratlles, les deux équipes changent de côté. Si l’équipe de la banca obtient un val ou une ratlla, elles doivent faire de même.
Au service, on peut essayer de gagner directement des quinzes en gagnant d’autre ratlles qui changent la ligne de faute. Plus les ratlla obtenues sont loin et plus l’autre équipe a d’endroits à défendre et doit laisser des zones sans protection.
Les quinzes directs sont obtenus quand :
- une équipe envoie la pelote derrière la ligne arrière de l’autre équipe ;
- si l’équipe adverse fait une faute, par exemple :
  - laisser la pelote rebondir deux fois,
  - un joueur touche la pelote deux fois, ou un joueur de la même équipe touche la pelote après un de ses équipiers,
  - si le banca ne dépasse pas la ligne de faute.

## Compétitions
Cette modalité se joue le plus souvent dans la province d’Alicante :
- Trofeo Diputación de Alicante de llargues, aussi connu sous le nom de Liga Provincial de pelota valenciana.
- Trofeo Ciudad de Benidorm de llargues.